# Quilombo Caçandoca
Caçandoca é um quilombo brasileiro, o primeiro do país reconhecido em terras da Marinha. Ocupa uma área de 890 hectares. Está localizado no município de Ubatuba, no litoral norte de São Paulo, a uma distância de 250 quilômetros da capital.

## A Comunidade
O quilombo ocupa áreas da praia e do sertão da Caçandoca, entre elas as localidades de Praia do Pulso, Caçandoca, Caçandoquinha, Bairro Alto, Saco da Raposa, São Lourenço, Saco do Morcego, Saco da Banana e Praia do Simão.
Há na região duas escolas desativadas, uma igreja e dois cemitérios. Há indícios de que, no cemitério da estrada da Caçandoca, eram enterrados os mortos da família do senhor. O outro cemitério fica entre o Saco da Aguda e o Saco da Cotia, e nele eram enterrados os escravos. Há relatos ainda de que no local conhecido como buraco do negro eram jogados os corpos dos negros que morriam nos navios negreiros, durante a viagem da África para o Brasil.
O antigo engenho de cana-de-açúcar está em processo de tombamento.

## História
A área do atual quilombo era ocupada no século XIX por uma fazenda cafeicultora e escravagista, que em 1858 foi adquirida por José Antunes de Sá. Havia também cultivo da cana de açúcar e um engenho para o seu processamento.
Em 1881, a fazenda foi desmembrada. Após a abolição, alguns dos ex-escravos se mudaram para outras localidades, mas uma parte deles permaneceu nas terras, na condição de posseiros, cultivando principalmente banana e mandioca.
Estima-se que, na década de 1960, a população total da comunidade da Caçandoca era de cerca de 70 famílias, somando 800 pessoas, em sua maioria afrodescendentes (negros e mestiços).

### Conflito
As ruínas da casa-grande foram demolidas em 1974, quando a ampliação da rodovia BR-101 acirrou a especulação imobiliária e os conflitos fundiários na região. Uma empresa, a Urbanizadora Continental, adquiriu um lote de 210 hectares para a construção de casas de veraneio, mas passou a exercer vigilância sore uma área de 410 hectares. Várias famílias foram expulsas de suas terras, tendo que deixar a comunidade para viver em cidades próximas do litoral e do Vale do Paraíba.
Em 1997, descendentes dos escravos ocuparam uma área ocupada pela Continental. Em setembro de 1998, a empresa obteve uma liminar que lhe dava o direito de retomar a posse das terras. Foi quando os quilombolas fundaram a Associação da Comunidade dos Remanescentes do Quilombo da Caçandoca e pediram ao Instituto de Terras do Estado de São Paulo a regularização fundiária.
Em 2000, um estudo do Itesp identificou famílias descendencentes de escravos vivendo na região e ameaçadas pela especulação imobiliária. No mesmo ano, a Caçandoca foi reconhecida como comunidade remanescente de quilombo.
Uma nova ocupação das terras foi promovida em 2001, à beira da estrada vicinal que liga Caçandoca à BR-101. A ocupação foi autorizada por uma decisão judicial que cassou a liminar obrida anteriormente pela Continental. Em setembro de 2006, o governo federal desapropriou as terras da empresa, para dar aos quilombolas os títulos de propriedade.
A regularização de terras, porém, se esende a apenas 210 hectares, dos 890 reivindicados pela comunidade.

## Sobrevivência
As comunidades de remanescentes de quilombos do Caçandoca, em Ubatuba, tiveram suas origens reconhecidas pelos órgãos federais e estaduais, mas ainda não têm permissão para plantar e construir suas casas, além de cuidar da manutenção da área, que é constantemente invadida por caçadores de animais e grileiros.
Muitos moradores da comunidade são brancos que se casaram com negros. Eles vivem em algumas das casas de pau-a-pique já construídas, pois a população é impedida, pelas leis ambientais vigentes, de ampliar a área construída.
Os remanescentes vivem com recursos que vêm de seu trabalho como a pesca, a coleta de mariscos, além da produção de bananas - suas principais atividades produtivas. Alguns quilombolas trabalham em serviços domésticos nas casas de veraneio em condomínios de luxo nos arredores e o artesanato contribui, em época de alta temporada, para a renda familiar.
O local que serve de abrigo conta com poucas condições físico-sociais de sobrevivência, pois consiste em uma reserva da natureza com praia e muito verde, que se tornou um encanto aos olhos de todos que passam pela região, inclusive despertando a cobiça de grandes imobiliárias.